# Kirche Trachselwald

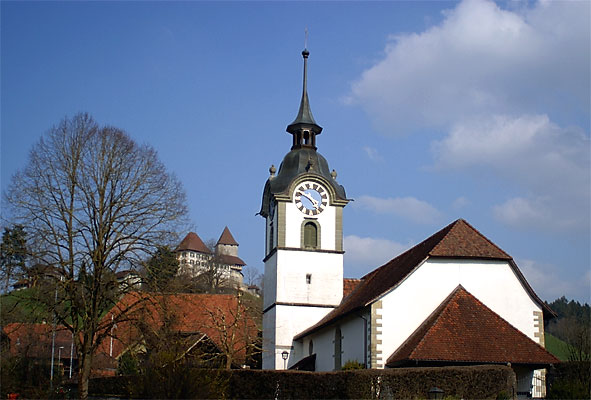
Die Kirche von Trachselwald (im Hintergrund das Schloss Trachselwald)

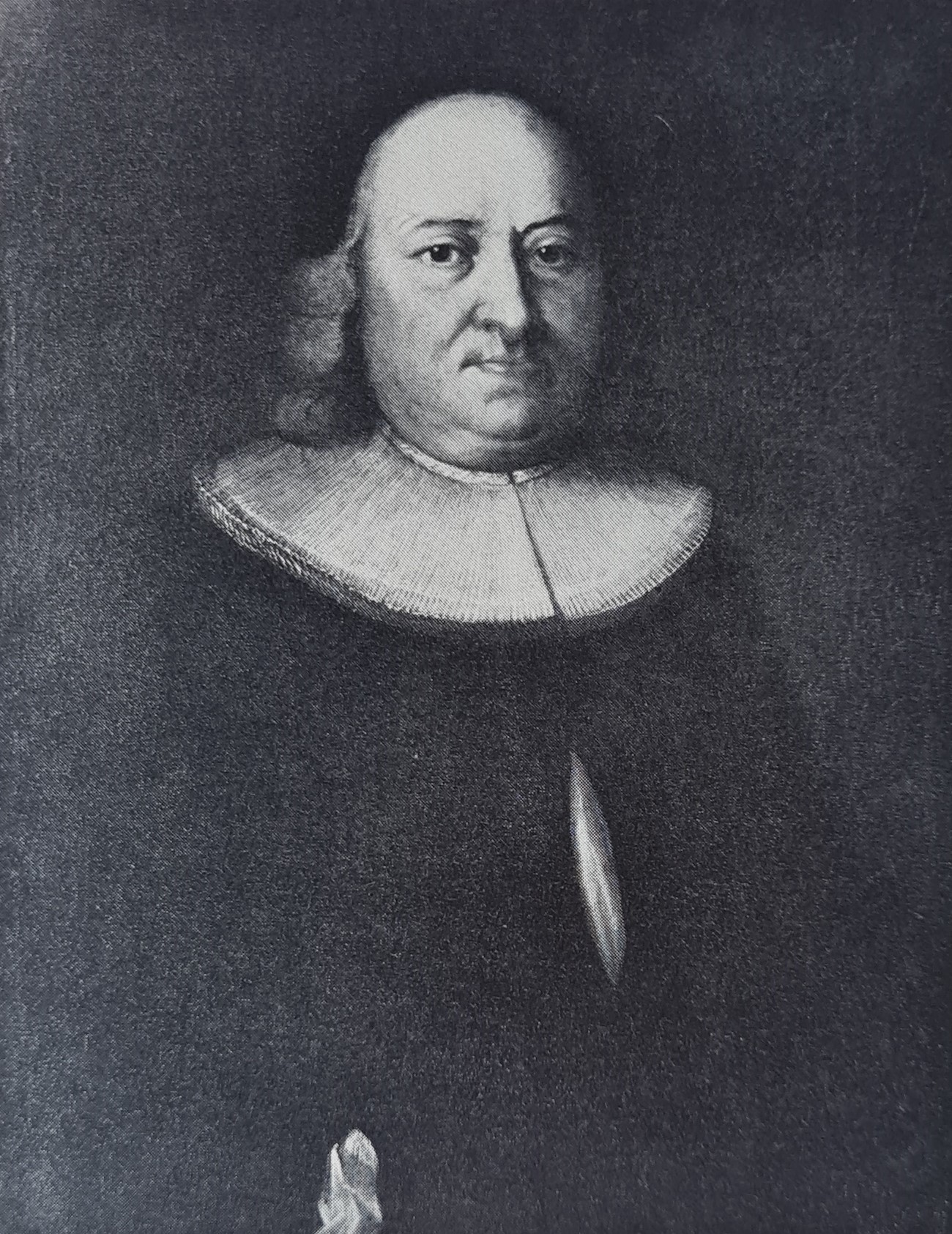
Johann Rudolf Gruner

Die Kirche Trachselwald ist die reformierte Dorfkirche von Trachselwald im Kanton Bern (Schweiz).

## Geschichte
Der barocke Gesamtumbau erfolgte 1685 nach Plänen von Abraham Dünz unter Einbezug der romanischen Südwand, des spätgotischen Polygonalchors und des Turms von 1464. Auf diesen wurden 1786 eine Glockenstube und eine geschweifte Haube mit Spitzhelm aufgesetzt. Im Zentrum der bemalten Holzdecke gibt ein Medaillon einen illusionistischen Ausblick auf eine Steinbalustrade und einen blauen Himmel mit weissen Wölkchen; dieses Motiv geht auf Andrea Mantegnas Camera degli Sposi in Mantova zurück und wurde 1686 vom Maler Christian Stucki geschaffen. Er schuf ebenfalls die vier Eckmedaillons, die einen Durchblick zum Sternenhimmel bieten.
Von 1686 stammen auch die Kanzel und der Taufstein. Die Empore wurde 1783 errichtet, als Orgelbauer Peter Schärer aus Sumiswald die erste Orgel baute. Sie wurde 1896 durch ein Instrument von Goll, Luzern, ersetzt. Die heutige Orgel in einem Gehäuse, das der Schärer-Orgel nachempfunden ist, baute 1982 Peter Ebell, Kappel am Albis. Sie verfügt über 15 Register auf zwei Manualen und Pedal.
Von 1707 bis 1725 wirkte als Pfarrer an der Kirche Trachselwald Johann Rudolf Gruner, der später Dekan an der Stadtkirche Burgdorf wurde und als Begründer der Burgdorfer Solennität bekannt ist.

## Epitaph für Anna Margaretha May

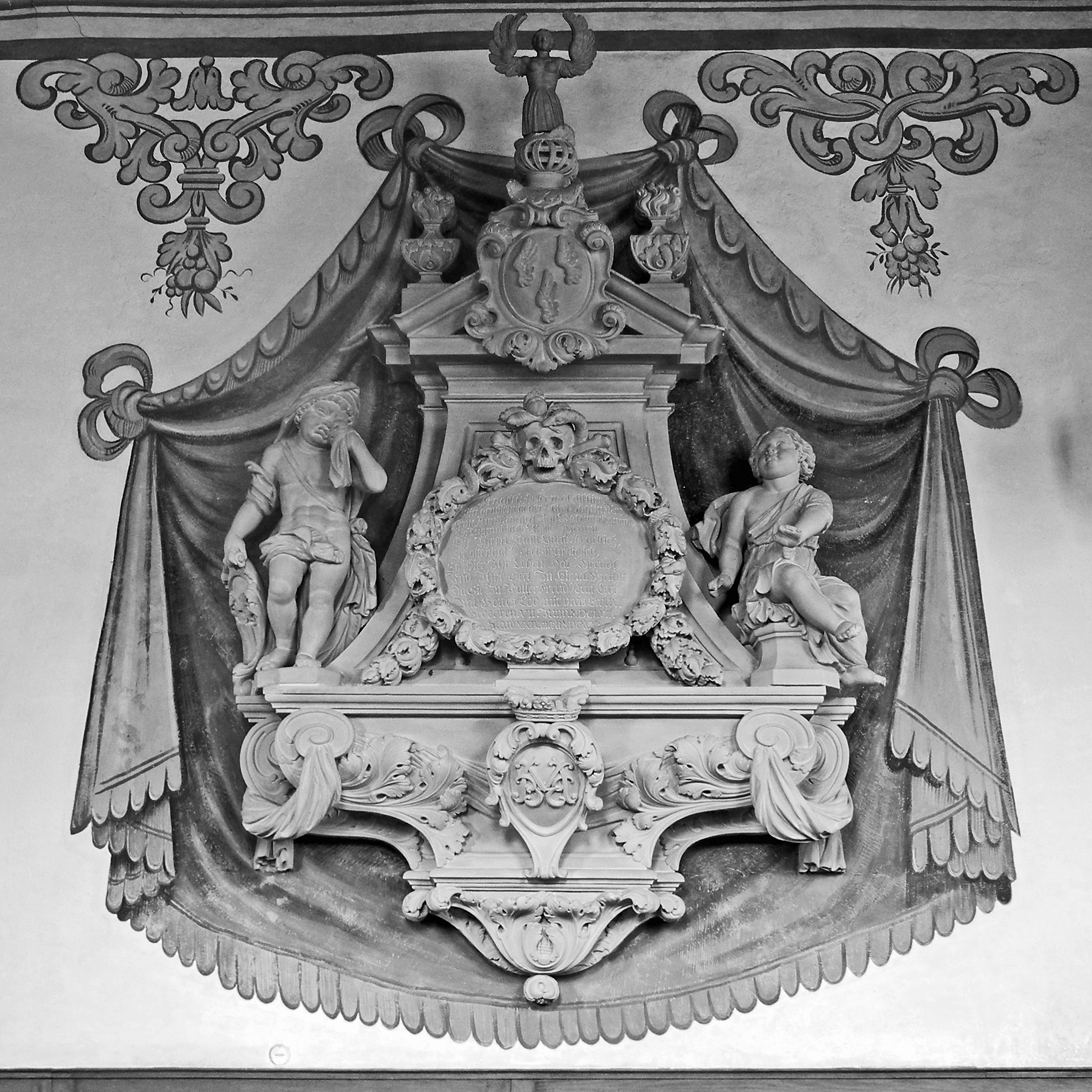
Epitaph für Anna Margaretha May

Ein monumentales Epitaph im Chor der Kirche, für Frau Landvogt Anna Margaretha May, geb. von Wattenwyl, trägt folgende Inschrift:
Fragst du, Leser was diese hier sey,
Ein Grabschrift der Landvögtin von Mey,
Frau Anna Margret von Watenweil genannt,
Ein Tugendbildte wohl gekant,
Die Ihren Stamm gantz Adelich
Erhalten hat Preiswürdiglich.
So hier Ihr Leben hat geendt
Und Ihre Seel in Himmel gesendt,
Da sie in voller Freud nun lebt
Und Gottes Lob mit Preis erhebt.
Geboren 7. Juny 1657, starb 14. Mai 1695